# Елізабет Слейден
Елізабет Клара Хіт-Слейден (англ. Elisabeth Clara Heath-Sladen; 1 лютого 1946 , Ліверпуль  — 19 квітня 2011 , Southalld, Лондон ) — британська акторка, телеведуча, танцюристка та письменниця. Відома насамперед як виконавиця ролі Сари Джейн Сміт у британському телесеріалі «Доктор Хто», у якому знімалась з 1973 до 1976 року і багаторазово поверталась до цієї ролі як в «Докторі Хто», так і в його спінофах «К-9 і команда» (1981) та «Пригоди Сари Джейн» (2007—2011).
Елізабет з дитинства цікавилася балетом і театром та почала з'являтись на сцені в середині 1960-х, хоча в той час найчастіше була постановницею. 1970 року переїхала в Лондон і виграла кілька ролей на телебаченні, знявшись в поліцейській драмі «Автомобілі Z», завдяки чому рекомендована на роль у «Доктор Хто». Після закінчення роботи в серіалі отримувала й інші ролі як на телебаченні, так і на радіо, проте в середині 1980-х вирішила закінчити кар'єру, щоб присвятити час сім'ї.
У 2000-х роках Елізабет Слейден привернула увагу громадськості появами у проєктах, пов'язаних з «Доктором Хто», а згодом стала виконавицею головної ролі в серіалі «Пригоди Сари Джейн». У 2010 році серіал здобув нагороду Королівського телевізійного товариства за найкращу дитячу драму. Слейден регулярно з'являлась в «Докторі Хто», давала коментарі та інтерв'ю для його випусків на DVD. Померла від раку 19 квітня 2011 року.

## Дитинство
Елізабет Клара Хіт-Слейден народилася 1 лютого 1946 року в Ліверпулі, Англія. Вона була єдиною дитиною Тома Слейдена, ветерана Першої та Другою світових війн, та Гледіс Слейден (до шлюбу Трейнер).
З раннього дитинства цікавилась сценою, у 5 років почала займатись танцями. Танцювала в одній постановці з Королівським балетом. Була однокласницею Едвіни Каррі та зіграла з нею в щонайменш одній шкільній виставі. Середню освіту здобула в Середній школі для дівчат Ейгберт-Вейл.

## Кар'єра

### Рання кар'єра
Елізабет Слейден навчалась у театральній школі Елліота-Кларка. 1965 року вперше з'явилась у фільмі «Пором через Мерсі» як статистка в титрах. Пізніше приєдналась до Hillbark Players у їхній постановці під відкритим небом «Багато галасу з нічого», граючи Геро.
Після двох років навчання в театральній школі Слейден почала працювати в репертуарній компанії Liverpool Playhouse як помічниця режисера. Вперше з'явилась на сцені, у ролі покоївки у фільмі «Дванадцята ніч». Через кілька місяців зіграла труп у фільмі «Фізики». Була настільки хорошою помічницею режисера, що це заважало її акторській кар'єрі. Цю проблему вона змогла вирішити, лише випадково припустившись помилки. Пізніше в інтерв'ю Слейден зазначала, що кілька разів свідомо помилялась, внаслідок чого почала отримувати ролі на сцені. Згодом перейшла до щотижневої репертуарної роботи, подорожуючи різними місцями Великої Британії. 1966 року переїхала з Браяном до Манчестера, а 8 червня 1968 року одружилася. Елізабет Слейден з'являлася в численних ролях, зокрема в ролі Дездемони в «Отелло», що стало її першою появою в ролі головної жіночої персонажки. Вона також час від часу брала участь у програмах на Radio Leeds і Granada Television, а у 1970 році з'явилась у ролі Аніти Рейнольдс у 6 епізодах довготривалої мильної опери «Вулиця Коронації»
У 1969 році разом з чоловіком знялася у виставі «Як любить друга половина», після чого восени 1970 року вони переїхали в Лондон. Першою телевізійною роллю Слейден у Лондоні стала поява у серіалі «Автомобілі Z» Обидві частини «Автомобілів Z» втрачені і внесені до списку зниклих в архівній бібліотеці BBC Пізніше вона зіграла терористку в епізоді «Doomwatch», а також епізодичні ролі у «Автомобілях Z», «Суспільній думці», «Some Mothers Do 'Ave 'Em» та «Спеціальному відділенні».

### Сара Джейн Сміт
У 1973 році Кеті Меннінг, яка зіграла супутницю Третього Доктора в «Докторі Хто», залишила серіал. Продюсер «Автомобілі Z» Рон Креддок порекомендував Елізабет Слейден продюсеру «Доктора Хто» Баррі Леттсу. Слейден прийшла на прослуховування, не знаючи, що це роль супутниці, і була шокована прискіпливістю Леттса. ЇЇ познайомили з Джоном Пертві, якого в той час вона вважала лякаючим. Роль Сари Джейн Сміт спочатку віддали акторці Ейпріл Вокер, але під час репетиції дебютної серії «Воїн часу» виникли сумніви щодо пари Вокер і Пертві, тому на роль затвердили Елізабет Слейден.
Акторка знялась у трьох з половиною сезонах «Доктора Хто» разом із Джоном Пертві в ролі Третього Доктора й Томом Бейкером у ролі Четвертого Доктора. Згодом вона кілька разів поверталась до образу Сари Джейн Сміт. 1981 року новий продюсер «Доктора Хто» Джон Натан-Тернер попросив її повернутися в серіал, щоб полегшити перехід між Томом Бейкером і новим Доктором Пітером Девісоном. Вона відмовилася, але прийняла його пропозицію, щодо участі в пілотній серії допоміжного проєкту під назвою «К-9 і компанія», головним героєм якого став K-9, собака-робот із «Доктора Хто». Попри те, що серіал зібрав 8,4 мільйона переглядів і отримав позитивні відгуки від керівництва BBC, пілот закрили через «логістику та зміни в управлінні BBC». Наступна поява Елізабет Слейден у цій ролі відбулася в епізоді «П'ять Докторів» (1983).
Слейден знову зіграла Сару Джейн у фільмі «Виміри в часі» 1993 року, а в 1995 році зняла відео «Простій» разом із колишнім колегою Ніколасом Кортні в ролі Бригадира Летбрідж-Стюарта і Деборою Уотлінг у ролі Вікторії Уотерфілд. Це була її остання поява на екрані як Сари Джейн Сміт на досить тривалий час.
Слейден озвучила роль Сари Джейн у кількох аудіоп'єсах. Дві з них були записані для BBC Radio, «Рай смерті» (Radio 5, 1993) і «Привиди N-простору» (Radio 2, 1996). 1997 року Слейден виграла Зал слави актриси в Cult TV Awards. Big Finish Productions випустили дві серії аудіопригод Сари Джейн Сміт. Її чоловік Браян Міллер з'явився в історії «Місто-привид», а дочка Седі в аудіозаписах. Елізабет Слейден також давала інтерв'ю та коментарі на DVD до багатьох сезонів «Доктора Хто», в яких вона зіграла головну роль.
Після успішного відродження «Доктора Хто» у 2005 році Слейден знялася в ролі Сари Джейн в епізоді «Шкільна зустріч», разом з Девідом Теннантом у ролі Десятого Доктора. Слейден багато працювала над характером своєї героїні — напередодні показу «Шкільної зустрічі» Daily Mirror опублікували її слова: «Раніше Сара Джейн була трохи картонною. Кожного тижня вона говорила „так, Докторе, ні Докторе“, і вам довелося добудовувати її характер у своїй свідомості, тому що ніхто б не зробив цього за вас». Вона також схвально відгукнулася про характери героїв у новому серіалі. Акторка стала гостею на щорічній премії Cult TV Awards.

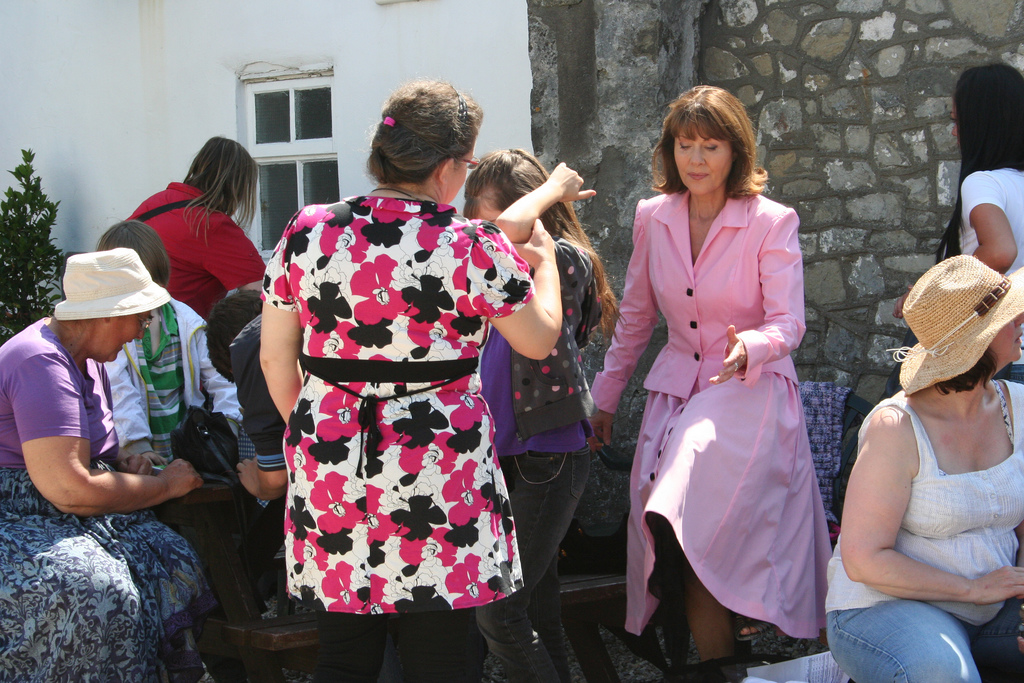
Елізабет Слейден на зніманні серіалу «Пригоди Сари Джейн»

Після успішного повернення на сцену Елізабет Слейден знялася в «Пригодах Сари Джейн», спін-оффі «Доктора Хто», повністю присвяченому Сарі Джейн. Продюсером нового серіалу став Рассел Т Девіс. Перший 60-хвилинний випуск транслювали на Новий рік 2007, а у вересні цього ж року розпочався 10-серійний сезон. Наприкінці 2008 року вийшов другий сезон, що складався з 12 серій. Такий же формат затвердили і для третього та четвертого сезонів. Сезон, який спочатку мав складався з 12 епізодів, був замовлений для трансляції наприкінці 2011 року, проте через раптову смерть Слейден в квітні 2011 року, остання частина так і не була знята, а серіал офіційно закрили. Перші 6 епізодів вийшли в жовтні 2011 року. Проєкт здобув нагороду Королівського телевізійного товариства у 2010 році як найкраща дитяча драма. Слейден також озвучувала оригінальні аудіоісторії на компакт-диску для «Пригод Сари Джейн», які випустили в листопаді 2007 року: «Блискуча Буря» і «Тринадцятий камінь». Це був перший раз, коли BBC Audiobooks замовили новий контент для ексклюзивного випуску на аудіо. Наступні аудіоісторії виходили щороку до 2010 року, усіх їх озвучила Слейден.
Пізніше акторка повернулася в «Доктор Хто» у завершальних епізодах четвертого сезону: «Вкрадена Земля» та «Кінець мандрівки». Її останньою появою у серіалі стала епізодична сцена в «Кінець часу». Незадовго до своєї смерті Елізабет Слейден цікавилась новим проєктом від Big Finish, з Четвертим Доктором.

### Інші ролі
Під час знімання у «Докторі Хто» Елізабет Слейден відвідувала численні публічні заходи, покликані популяризувати проєкт. Після того як акторка залишила серіал, вона припинила відвідувати подібні заходи, оскільки вважала, що новий акторський склад може вважати це поганим тоном.
У 1976 році, після закінчення зйомок, Слейден повернулася в Ліверпуль разом з чоловіком та зіграла в низці п'єс. В цей перелік входить роль у «Муні та його каравани». Подальші виступи включають дворічну роботу ведучою дитячої програми «Stepping Stones», головну роль в драмі від ITV «Send in the Girls», роль дружини коміка у стендап-шоу «Візьміть мою дружину» та невелику роль секретарки у фільмі «Гонщик Срібної мрії».
У 1981 році колишній продюсер «Доктора Хто» Баррі Леттс затвердив Слейден на головну жіночу роль у постановці BBC Classics «Гулівер у Ліліпутії». Персонажка леді Флімнап була спеціально написана для неї, і, як пізніше сказала акторка, стала її улюбленою. Слейден продовжувала з'являтися в різних телевізійних рекламних роликах та взяла участь у виставі «Аліса у Дивокраї» (зіграла Соню).
Після народження дочки Седі в 1985 році Елізабет завершила кар'єру, поставивши сім'ю на перше місце, але все ж час від часу виступала на телебаченні.
У 1991 році знялася в ролі Алекси разом з Коліном Бейкером в аудіопригоді «The Stranger» для BBV Audio. Пізніше з'являлась в аудіодрамі Кейт Орман «Берніс Саммерфілд - Прогулянка до Вавилону». Після появи в «Рай смерті» у 1993 році Слейден відновила свої регулярні виступи в Сполученому Королівстві. 1995 року вона зіграла докторку Пет Шьюленд у чотирьох епізодах «Максимум практики», а в 1996 році — Софію у «Віра в майбутнє» та з'явилася в 15 епізодах шкільної програми BBC «Numbertime». Це був її останній виступ на телебаченні до епізоду «Доктора Хто», «Шкільна зустріч». У 2008 і 2009 роках Елізабет Слейден з'являлась в пантомімічній виставі «Пітер Пен» в Королівському театрі, граючи місіс Дарлінг і русалку.
Останній захід для фанатів Елізабет Слейден відбувся в Британському інституті кінематографії 12 жовтня 2010 року, під час спеціального показу фільму «Смерть Доктора». Її останнім публічним виступом стала церемонія вручення нагород Дитячої премії БАФТА 28 листопада 2010 року.

## Особисте життя
8 червня 1968 року Елізабет Слейден одружилася з актором Браяном Міллером у Ліверпулі. Їхня дочка, Седі Міллер, з'явилась разом з матір'ю в документальному фільмі 1993 року «Тридцять років в ТАРДІС», одягнена в копію комбінезона, який Елізабет вдягала на знімання епізоду «Рука Страху».

## Смерть
У лютому 2011 року в Елізабет Слейден діагностували рак. Після недовготривалої боротьби з хворобою вона померла 19 квітня 2011 року, у віці 65 років. ЇЇ смерть була широко освічена в ЗМІ Великої Британії: BBC News, Daily Mirror і Liverpool Echo — у некрологах майже кожної британської газети. Перший епізод шостого сезону «Доктора Хто», «Неможливий астронавт», який вийшов у ефір у наступну суботу, розпочинався зі слів, присвячених її пам'яті. Одразу після цього на CBBC вийшла спеціальна програма під назвою «Моя Сара Джейн: данина поваги Елізабет Слейден», а на каналі BBC Four показали останню серія класичного «Доктора Хто» з її участю — «Рука Страху». У 2012 році новою супутницею Доктора стала Клара Освальд, яку зіграла Дженна Коулман. Деякі фанати вважають це даниною поваги Елізабет Слейден, оскільки Клара — її друге ім'я.
У Британській академії телебачення та кіномистецтва під час знімання відеокліпів про людей, які померли у 2011 році, Елізабет Слейден показали останньою. Співачка і авторка пісень Таліс Кімберлі написала пісню «Добраніч, Саро Джейн», а Том Бейкер згадав Слейден на своєму офіційному сайті, написавши «солодкі спогади про щасливі дні з Ліз Слейден, прекрасною, дотепною, доброю і такою талановитою Ліз Слейден».
Данина поваги Сарі Джейн Сміт, яку зіграла Елізабет Слейден, була показана в останньому епізоді серіалу «Пригоди Сари Джейн» 19 квітня 2011 року.

## Автобіографія
«Елізабет Слейден: Автобіографія» була видана посмертно 7 листопада 2011 року компанією Aurum Press Ltd. Книгу представили на виставці «Doctor Who Experience» в Кенсінгтон-Олімпія 26 листопада 2011 року в присутності Браяна Міллера, Седі Міллер, Тома Бейкера та Терренс Дікс. BBC випустили версію книги в аудіо компакт-диску, яку озвучила випускниця «Доктора Хто» Керолайн Джон 1 грудня 2011 року. Передмову до книги написав Девід Теннант.

## Фільмографія

### Фільми
| Рік  |   | Українська назва      | Оригінальна назва      | Роль           |
| ---- | - | --------------------- | ---------------------- | -------------- |
| 1965 | ф | Пором через Мерсі     | Ferry Cross the Mersey | Невказано      |
| 1980 | ф | «Гонщик Срібної мрії» | Silver Dream Racer     | Секретар банку |

### Телебачення
| Рік        | Українська назва             | Оригінальна назва              | Роль                 | Мережа           | Реліз             | Примітки                                                                          |
| ---------- | ---------------------------- | ------------------------------ | -------------------- | ---------------- | ----------------- | --------------------------------------------------------------------------------- |
| 1968       |                              | ITV Playhouse                  | Покоївка в готелі    | ITV              |                   | Сезон 2, епізод 18                                                                |
| 1970       | Вулиця коронації             | Coronation Street              | Аніта Рейнольдс      | ITV              |                   | Грала роль Аніти Рейнольдс в 6-ти епізодах                                        |
| 1971       | Автомобілі Z                 | Z-Cars                         | Валері Голлінгсворт  | BBC 1            |                   | Сезон 7, епізод 30, 31                                                            |
| 1972       |                              | Doomwatch                      | Сара Коллінз         | BBC 1            |                   | Сезон 3                                                                           |
| 1972       | Автомобілі Z                 | Z-Cars                         | Роза                 | BBC 1            | DVD               | Сезон 8, епізод 7                                                                 |
| 1972       | Публічне око                 | Public Eye                     | Поліцейська          | ITV              | DVD               | Сезон 3, епізод 6                                                                 |
| 1973       |                              | Some Mothers Do 'Ave 'Em       | Джуді                | BBC 1            | DVD               | Сезон 1, епізод 5                                                                 |
| 1973       | Спеціальне відділення        | Special Branch                 | Поліцейська          | ITV              | DVD               | Сезон 3, епізод 12                                                                |
| 1973- 1976 | Доктор Хто                   | Doctor Who                     | Сара Джейн Сміт      | BBC 1            | VHS & DVD         | Сезони 11-14, 80 епізодів                                                         |
| 1977- 1980 |                              | Stepping Stones                | Ведуча               | ITV              |                   |                                                                                   |
| 1978       |                              | Send in the Girls              | Беверлі              | ITV              |                   | Сезон 1, епізод 5                                                                 |
| 1979       |                              | Take My Wife                   | Джозі Гол            | ITV              |                   | З'явилася в усіх 6-ти епізодах                                                    |
| 1980       | Бетзі                        | Betzi                          | Графиня Бертран      | ITV              |                   | Фільм                                                                             |
| 1980       |                              | In Loving Memory               | Мері Бенет           | ITV              | DVD               | Сезон 2, епізод 1                                                                 |
| 1980       |                              | Play for Today                 | Джо                  | BBC 1            |                   | Сезон 11, епізод 9                                                                |
| 1981       | К-9 і компанія               | K-9 and Company                | Сара Джейн Сміт      | BBC 1            | VHS DVD і Blu-ray | Пілотна серія                                                                     |
| 1982       | Гуллівер у Ліліпутії         | Gulliver in Lilliput           | Леді Флімнап         | BBC 1            | VHS               | Фільм                                                                             |
| 1983       | П'ятеро Докторів             | Doctor Who: The Five Doctors   | Сара Джейн Сміт      | BBC 1            | VHS І DVD         | Спеціальний повнометражний епізод                                                 |
| 1985       | Демпсі і Мейкпіс             | Dempsey and Makepeace          | Міс Барет            | ITV              | DVD               | Сезон 2, епізод 3                                                                 |
| 1986       | Аліса в країні чудес         | Alice in Wonderland            | Соня                 | BBC 1            |                   | Фільм                                                                             |
| 1989       | Чисто англійське вбивство    | The Bill                       | Місіс Престон        | ITV              | DVD               | Сезон 5, епізод 6                                                                 |
| 1993       | Доктор Хто: Виміри в часі    | Doctor Who: Dimensions in Time | Сара Джейн Сміт      | BBC 1            |                   | Спеціальний епізод                                                                |
| 1994       |                              | Men of the World               | Лотарингія           | BBC 1            |                   | Сезон 1, епізод 3                                                                 |
| 1995       | Простій                      | Downtime                       | Сара Джейн Сміт      |                  | VHS               | Спін-оф Доктор Хто, випущений безпосередньо на VHS                                |
| 1996       |                              | Peak Practice                  | Докторка Пет Гьюленд | ITV              | DVD               | Сезон 4, епізоди 1, 3, 7, 9                                                       |
| 1996       |                              | Faith in the Future            | Софі                 | ITV              |                   | Сезон 2, епізод 8                                                                 |
| 2001       |                              | Numbertime                     | Тара Бунді           | BBC Two          |                   | Епізод 9                                                                          |
| 2006- 2010 | Доктор Хто                   | Doctor Who                     | Сара Джейн Сміт      | BBC One і BBC HD | DVD & Blu-ray     | 4 епізоди: «Шкільна зустріч», «Вкрадена Земля», «Кінець мандрівки», «Кінець часу» |
| 2007- 2011 | Пригоди Сари Джейн           | The Sarah Jane Adventures      | Сара Джейн Сміт      | CBBC             | DVD & Blu-ray     | 53 серії та 5-хвилинний спеціальний випуск Comic Relief                           |
| 2010       | Інопланетні файли Сари Джейн | Sarah Jane's Alien Files       | Сара Джейн Сміт      | CBBC             |                   | З'являється на титульному екрані кожного епізоду та як ведуча у 1 та 4 епізоді.   |

### Особисті виступи
| Рік  | Українська назва                            | Оригінальна назва                           | Роль                 | Мережа                | Реліз                                     | Примітки |
| ---- | ------------------------------------------- | ------------------------------------------- | -------------------- | --------------------- | ----------------------------------------- | --- |
| 1976 |                                             | Nationwide                                  | Інтерв'ю             | BBC One               | DVD Рука страху                           | Видання від 13 травня 1976 року                                                                                          |
| 1976 |                                             | Multi-Coloured Swap Shop                    | Інтерв'ю             | BBC One               | DVD Рука страху                           | Сезон 1, видання 1, від 2 жовтня 1976 року                                                                               |
| 1993 | 30 років у Тардіс                           | 30 Years in the Tardis                      | Інтерв'ю             | BBC One               |                                           | 29 листопада 1993 р. |
| 1994 | Навіть більше 30 років у Тардіс             | Even More Than 30 Years in the Tardis       | Інтерв'ю             | БАФТА                 |                                           | Розширений документальний фільм, який показали на БАФТА 5 листопада 1994 року. Додаткові кадри не включені у випуск VHS. |
| 1994 | Більше 30 років у Тардісі                   | More Than 30 Years in the Tardis            | Інтерв'ю             | UK Gold               | Бокс-сет VHS і DVD «Доктор Хто».          | Розширений документальний фільм вийшов на VHS 7 листопада 1994 року                                                      |
| 1994 | Пізній вечір у прямому ефірі                | Late Night Live                             | Інтерв'ю             | Meridian              |                                           | |
| 1996 |                                             | The Secrets of Dr Who Tape 1                | Інтерв'ю             | Slow Dazzle Worldwide | Касета                                    | Безкоштовно з офіційним календарем на 1997 рік                                                                           |
| 1997 |                                             | In-Vision Introductions                     | Інтерв'ю             | UK Gold               |                                           | |
| 2000 | Творці міфів: Елізабет Слейден              | Myth Makers Vol. 50: Elisabeth Sladen       | Інтерв'ю             |                       | VHS і DVD                                 | |
| 2000 | Це твоє життя - Том Бейкер                  | This Is Your Life — Tom Baker               | Інтерв'ю             | BBC One               |                                           | |
| 2000 |                                             | K9 Unleashed                                | Інтерв'ю             |                       | VHS і DVD                                 | Документальний фільм |
| 2002 |                                             | Chronotrip                                  | Інтерв'ю             |                       | VHS                                       | Документальний фільм |
| 2002 |                                             | Big Finish Magazine CD 2                    | Інтерв'ю             | Big Finish            | Компакт-диск                              | Безкоштовно для передплатників Big Finish                                                                                |
| 2003 | Осіріанська готика                          | Osirian Gothic                              | Інтерв'ю             |                       | DVD Піраміди Марса                        | Документальний фільм |
| 2003 | Серіальні трилери                           | Serial Thrillers                            | Інтерв'ю             |                       | DVD Піраміди Марса                        | Документальний фільм |
| 2003 | Історія Доктора Хто                         | The Story of Doctor Who                     | Інтерв'ю             | BBC One               |                                           | |
| 2003 |                                             | Doctor Who @ 40 Weekend                     | Інтерв'ю             | UK Gold               |                                           | 22/23 листопада 2003 року                                                                                                |
| 2004 |                                             | Ultimate Sci-Fi Top 10                      | Інтерв'ю             | Sky One               |                                           | Телевізійний міні-серіал. Епізод «Топ-10 роботів»                                                                        |
| 2005 | Доктор Хто: Конфіденційно                   | Doctor Who Confidential                     | Інтерв'ю             | BBC Three             |                                           | Сезон 1, епізоди 3, 4 і 12                                                                                               |
| 2006 | Генезис класики                             | Genesis of a Classic                        | Інтерв'ю             |                       | DVD Генезис Далеків                       | Документальний фільм |
| 2006 | Блакитний Пітер                             | Blue Peter                                  | Інтерв'ю             | BBC One               | DVD Пригоди Сари Джейн                    | Знімання в телевізійному центрі BBC                                                                                      |
| 2006 | Доктор Хто: Конфіденційно                   | Doctor Who Confidential                     | Інтерв'ю             | BBC Three             |                                           | Сезон 2, епізод 3 |
| 2006 | BBC Сніданок                                | BBC Breakfast                               | Інтерв'ю             | BBC One               |                                           | Видання від 27 квітня 2006 року.                                                                                         |
| 2006 | Увесь Доктор Хто                            | Totally Doctor Who                          | Інтерв'ю             | BBC One               |                                           | Сезон 1, епізод 13 |
| 2006 | Зміна часу                                  | Changing Time                               | Інтерв'ю             |                       | DVD Рука страху                           | Документальний фільм |
| 2006 | Створений для війни                         | Built for War                               | Інтерв'ю             |                       | DVD Експеримент Сонтара                   | Документальний фільм |
| 2006 | Блакитний Пітер                             | Blue Peter                                  | Інтерв'ю             | BBC One               |                                           | Знімання в телевізійному центрі BBC                                                                                      |
| 2006 | BBC Сніданок                                | BBC Breakfast                               | Інтерв'ю             | BBC One               |                                           | Видання від 8 грудня 2006 року.                                                                                          |
| 2007 |                                             | Are Friends Electric                        | Інтерв'ю             |                       | DVD-робот                                 | Документальний фільм |
| 2007 | Початок кінця: створення фільму «Воїн часу» | Beginning the End: Making 'The Time Warrior | Інтерв'ю             |                       | DVD Воїн часу                             | Документальний фільм |
| 2007 |                                             | Planetary Performance                       | Інтерв'ю             |                       | DVD Планета зла                           | Документальний фільм |
| 2007 | Інтерв'ю CBBC                               | CBBC Interview                              | Інтерв'ю             | CBBC                  |                                           | Знімання в телевізійному центрі BBC                                                                                      |
| 2007 | Блакитний Пітер                             | Blue Peter                                  | Інтерв'ю             | BBC One               |                                           | Знімання в телевізійному центрі BBC                                                                                      |
| 2007 | Темна сторона                               | A Darker Side                               | Інтерв'ю             |                       | DVD Планета зла                           | Документальний фільм опубліковано на домашньому відео                                                                    |
| 2007 | Святкування                                 | Celebration                                 | Інтерв'ю             |                       | DVD П'ятеро Докторів                      | Документальний фільм |
| 2007 |                                             | Teaching Awards 2007                        | Ведуча премії        | BBC Two               |                                           | Знімання відбувалося в Лондонському Паладіумі. Від 21 жовтня 2007 року                                                   |
| 2007 |                                             | TMI                                         | Інтерв'ю             | BBC Two               |                                           | Знімання в телевізійному центрі ВВС                                                                                      |
| 2008 | Доктор Хто: Конфіденційно                   | Doctor Who Confidential                     | Інтерв'ю             | BBC Three             |                                           | Сезон 4, епізод 5 |
| 2008 |                                             | GMTV                                        | Інтерв'ю             | ITV 1                 |                                           | Видання від 27 червня 2008 року                                                                                          |
| 2008 | Доктор Хто: Конфіденційно                   | Doctor Who Confidential                     | Інтерв'ю             | BBC Three             |                                           | Сезон 4, епізод 12 |
| 2008 | Шоу Алана Тітчмарша                         | The Alan Titchmarsh Show                    | Інтерв'ю             | ITV 1                 |                                           | Видання 29 вересня 2008 року                                                                                             |
| 2008 |                                             | TMI                                         | Інтерв'ю             | BBC Two               |                                           | Знімання в телевізійному центрі ВВС                                                                                      |
| 2008 | Націольні телевізійні премії                | National Television Awards                  | Отримувачка нагороди | ITV 1                 |                                           | Знімання відбувалося в Королівському Альберт-Холі. 29 жовтня 2008 року                                                   |
| 2009 | Доктор Хто: Конфіденційно                   | Doctor Who Confidential                     | Інтерв'ю             | BBC Three             |                                           | Сезон 4, епізод 15 |
| 2009 | Зіткнення                                   | Clash                                       | Суддя                | BBC One               |                                           | Епізод 3. 21 липня 2009 року                                                                                             |
| 2009 | Доктор Хто: Найкращі моменти                | Doctor Who Greatest Moments                 | Інтерв'ю             | BBC Three             | DVD Країна мрій                           | Сезон 1, епізод 2 |
| 2009 | Доктор Хто: Найкращі моменти                | Doctor Who Greatest Moments                 | Інтерв'ю             | BBC Three             | DVD Країна мрій                           | Сезон 1, епізод 4 |
| 2009 |                                             | The Wright Stuff                            | Запрошена експертка  | Channel 5             |                                           | Видання від 30 жовтня 2009 року                                                                                          |
| 2010 |                                             | TMI                                         | Інтерв'ю             | CBBC                  |                                           | Знімання в телевізійному центрі ВВС. Дата 8 жовтня 2010 року                                                             |
| 2010 | Історія партнерства                         | Sidekick Stories                            | Інтерв'ю             | BBC Four              |                                           | |
| 2010 |                                             | The Wright Stuff                            | Запрошена експертка  | Channel 5             |                                           | Видання від 14 жовтня 2010 року                                                                                          |
| 2013 | Доктор Хто: Супутники                       | Doctor Who The Companions                   |                      | BBC America           | DVD «Доктор Хто: Повна серія 7» (Blu-ray) | 31 березня 2013 року |

### Данина поваги
| Рік  | Українська назва                               | Оригінальна назва                            | Мережа   | Примітки      | Дата випуску   |
| ---- | ---------------------------------------------- | -------------------------------------------- | -------- | ------------- | -------------- |
| 2011 | Моя Сара Джейн: данина поваги Елізабет Слейден | My Sarah Jane: A Tribute to Elisabeth Sladen | CBBC     | Архівні кадри | 23 квітня 2011 |
| 2011 | БАФТА                                          | BAFTA                                        | BBC One  | Архівні кадри | 22 травня 2011 |
| 2011 | 2011: Ми пам'ятаємо                            | Review 2011: We Remember                     | BBC News | Архівні кадри | 31 грудня 2011 |

### Радіо та CD аудіодрами
| Рік  | Українська назва                                   | Оригінальна назва                                                         | Роль                        | Автор                            | Радіостанція / Виробнича компанія | Дата виходу в ефір                    |
| ---- | -------------------------------------------------- | ------------------------------------------------------------------------- | --------------------------- | -------------------------------- | --------------------------------- | ------------------------------------- |
| 1976 | Дослідження Землі: Машина часу                     | Exploration Earth: The Time Machine                                       | Сара Джейн Сміт             | Бернард Венейблс                 | BBC Radio 4                       | 4 жовтня 1976 року                    |
| 1976 | Доктор Хто і Пескатони                             | Doctor Who and the Pescatons                                              | Сара Джейн Сміт             | Віктор Пембертон                 | BBC Audio                         | Липень 1976 (випуск LP)               |
| 1993 | Рай смерті                                         | The Paradise of Death                                                     | Сара Джейн Сміт             | Баррі Леттс                      | BBC Radio 5                       | 27 серпня 1993 р. — 24 вересня 1993 р |
| 1994 | Новий одяг сера Коліна                             | Sir Colin's New Clothes                                                   | Учасниця акторського складу | Кріс Аллен                       | BBC Radio 4                       | 30 березня 1994 року                  |
| 1996 | Привиди N-простору                                 | The Ghosts of N-Space                                                     | Сара Джейн Сміт             | Баррі Леттс                      | BBC Radio 2                       | 20 січня - 24 лютого 1996 року        |
| 1998 | Берніс Саммерфілд - Прогулянка до Вавилону         | Bernice Summerfield -Walking To Babylon                                   | Нінан-аштамму               | Кейт Орман                       | Big Finish Productions            | 20 січня - листопад 1998 року         |
| 2001 | Актор говорить: Елізабет Слейден                   | The Actor Speaks: Elisabeth Sladen                                        |                             | Сейді Міллер і Марк Джей Томпсон | MJTV                              | Листопад 2001 року                    |
| 2002 | Сара Джейн Сміт: Повернення                        | Sarah Jane Smith: Comeback                                                | Сара Джейн Сміт             | Терренс Дікс                     | Big Finish Productions            | 31 травня 2002 року                   |
| 2002 | Сара Джейн Сміт: Зв'язок з ТАО                     | Sarah Jane Smith: The TAO Connection                                      | Сара Джейн Сміт             | Баррі Леттс                      | Big Finish Productions            | 8 серпня 2002 року                    |
| 2002 | Сара Джейн Сміт: Випробування нервів               | Sarah Jane Smith: Test of Nerve                                           | Сара Джейн Сміт             | Девід Бішоп                      | Big Finish Productions            | 5 вересня 2002 року                   |
| 2002 | Сара Джейн Сміт: Місто-привид                      | Sarah Jane Smith: Ghost Town                                              | Сара Джейн Сміт             | Руперт Лейт                      | Big Finish Productions            | 10 жовтня 2002 року                   |
| 2002 | Сара Джейн Сміт: Дзеркало, сигнал, маневр          | Sarah Jane Smith: Mirror, Signal, Manoeuvre                               | Сара Джейн Сміт             | Пітер Ангелідес                  | Big Finish Productions            | 7 листопада 2002 року                 |
| 2003 | Доктор Хто: Загреус                                | Doctor Who: Zagreus                                                       | Міс Лайм                    | Алан Барнс і Гарі Рассел         | Big Finish Productions            | 20 січня — листопад 2003 року         |
| 2005 | Доктор Хто на BBC: Подорож у часі через архіви BBC | Doctor Who at the BBC: A Time Travelling Journey Through the BBC Archives | Оповідачка                  | Майкл Стівенс                    | AudioGO Ltd                       | 19 січня 2005 року                    |
| 2005 | Доктор Хто на BBC: Том 2                           | Doctor Who at the BBC, Volume 2                                           | Оповідачка                  | Майкл Стівенс                    | AudioGO Ltd                       | 29 квітня 2005 року                   |
| 2005 | Доктор Хто на BBC: Том 3                           | Doctor Who at the BBC, Volume 3                                           | Оповідачка                  | Майкл Стівенс                    | AudioGO Ltd                       | 24 жовтня 2005 року                   |
| 2006 | Сара Джейн Сміт: Поховані таємниці                 | Sarah Jane Smith: Buried Secrets                                          | Сара Джейн Сміт             | Девід Бішоп                      | Big Finish Productions            | Січень 2006 року                      |
| 2006 | Сара Джейн Сміт: Снігова сліпота                   | Sarah Jane Smith: Snow Blind                                              | Сара Джейн Сміт             | Девід Бішоп                      | Big Finish Productions            | Лютий 2006 року                       |
| 2006 | Сара Джейн Сміт: Фатальні наслідки                 | Sarah Jane Smith: Fatal Consequences                                      | Сара Джейн Сміт             | Девід Бішоп                      | Big Finish Productions            | Березень 2006 року                    |
| 2006 | Сара Джейн Сміт: Країна мрій                       | Sarah Jane Smith: Dreamland                                               | Сара Джейн Сміт             | Девід Бішоп                      | Big Finish Productions            | Квітень 2006 року                     |
| 2007 | Доктор Хто на BBC: Десятий Доктор                  | Doctor Who at the BBC: The Tenth Doctor                                   | Оповідачка                  | Ендрю Пікслі                     | Аудіокниги BBC                    | 17 вересня 2007 року                  |
| 2007 | Блискуча буря                                      | The Glittering Storm                                                      | Оповідачка                  | Стівен Коул                      | Аудіокниги BBC                    | 5 листопада 2007 року                 |
| 2007 | Тринадцятий камінь                                 | The Thirteenth Stone                                                      | Оповідачка                  | Джастін Річардс                  | Аудіокниги BBC                    | 5 листопада 2007 року                 |
| 2008 | Капсула часу                                       | The Time Capsule                                                          | Оповідачка                  | Пітер Ангелідес                  | Аудіокниги BBC                    | 13 листопада 2008 року                |
| 2008 | Будинок-привид                                     | The Ghost House                                                           | Оповідачка                  | Стівен Коул                      | Аудіокниги BBC                    | 3 листопада 2008 року                 |
| 2009 | Доктор Хто і планета павуків                       | Doctor Who and the Planet of the Spiders                                  | Оповідачка                  | Терренс Дікс                     | Аудіокниги BBC                    | 4 червня 2009 року                    |
| 2009 | Білий вовк                                         | The White Wolf                                                            | Оповідачка                  | Гарі Рассел                      | Аудіокниги BBC                    | 3 вересня 2009 року                   |
| 2009 | Люди тіней                                         | The Shadow People                                                         | Оповідачка                  | Скотт Хендкок                    | Аудіокниги BBC                    | 3 вересня 2009 року                   |
| 2010 | Доктор Хто на BBC: Повернення легенди              | Doctor Who at the BBC: A Legend Reborn                                    | Оповідачка                  | Ендрю Пікслі                     | Аудіокниги BBC                    | 4 лютого 2010 року                    |
| 2010 | Примарний світ                                     | Wraith World                                                              | Оповідачка                  | Каван Скотт і Марк Райт          | Аудіокниги BBC                    | 7 жовтня 2010 року                    |
| 2010 | Смертельне завантаження                            | Deadly Download                                                           | Оповідачка                  | Джейсон Арнопп                   | Аудіокниги BBC                    | 7 жовтня 2010 року                    |